# Classe Challenger (incrociatore)
La classe Challenger consistette in una coppia di incrociatori protetti di seconda classe costruiti per la Royal Navy nel primo decennio del XX secolo. Una delle navi, l'HMS Encounter, fu in seguito trasferita alla Royal Australian Navy.

## Progetto e descrizione
Gli incrociatori classe Challenger furono essenzialmente repliche della precedente classe Highflyer, anche se con un apparato propulsivo più potente. Furono progettati per dislocare  5970 t. Le navi avevano una lunghezza tra le perpendicolari di 108,2 m, un baglio massimo di 17,1 m e un'immersione di progetto di 6,5 m. L'equipaggio consisteva in 490 tra ufficiali e marinai.
Le navi erano propulse da una coppia di motori a vapore a triplice espansione da 4 cilindri, ognuno collegato ad un'elica. Il funzionamento avveniva grazie al vapore prodotto da 18 caldaie a tubi d'acqua tipo Babcock & Wilcox (sulla Challenger) o tipo Dürr (sulla Encounter). Queste caldaie erano più pesanti ed ingombranti ma anche più efficienti delle caldaie tipo Belleville usate sulla classe Highflyer. Sir William White, Director of Naval Construction, fu incerto se, per raggiungere la velocità di 21 nodi, la potenza in più sarebbe bastata a coprire il peso aggiuntivo imbarcato; diede quindi alle navi una velocità di progetto di 20,75 nodi. Le caldaie erano state progettate per consentire ai motori di erogare 9300 kW di potenza. Le navi superarono facilmente la loro velocità e potenza di progetto durante le prove in mare. Potevano trasportare un massimo di 1170 t di carbone.
L'armamento principale delle Challenger consisteva in 11 cannoni a tiro rapido da 152/40 Mk I. Un cannone era montato sul castello di prua e due sul castello di poppa. I rimanenti otto erano posti a metà nave, sulle fiancate. I loro proiettili da 45 kg avevano una gittata massima di circa 9000 m. Per la difesa contro le torpediniere le navi erano dotate di otto cannoni a fuoco rapido da 12 lb 12 cwt. Un cannone addizionale da 12 lb 8 cwt poteva essere smontato per l'utilizzo a terra. Le navi trasportavano anche tre cannoni Hotchkiss da 47 mm e due tubi lanciasiluri sommersi da 450 mm.
Il ponte corazzato delle navi variava in spessore tra i 38 e i 76 mm. I cofani motore erano protetti con corazzatura da 127 mm. Le armi principali erano dotate di scudi da 76 mm e la torre di comando aveva una corazzatura spessa 152 mm.

## Unità
- HMS Challenger - Venduta nel 1920
- HMS Encounter - Passata all'Australia nel 1912 col nome HMAS Encounter, ribattezzata Penguin nel 1923, fu autoaffondata nel 1932.